# Ка Бајизи (Ферара)
Ка Бајизи (итал. Ca' Baiesi) је насеље у Италији у округу Ферара, региону Емилија-Ромања.
Према процени из 2011. у насељу је живело 23 становника. Насеље се налази на надморској висини од 4 м.